# 웨인 모리스

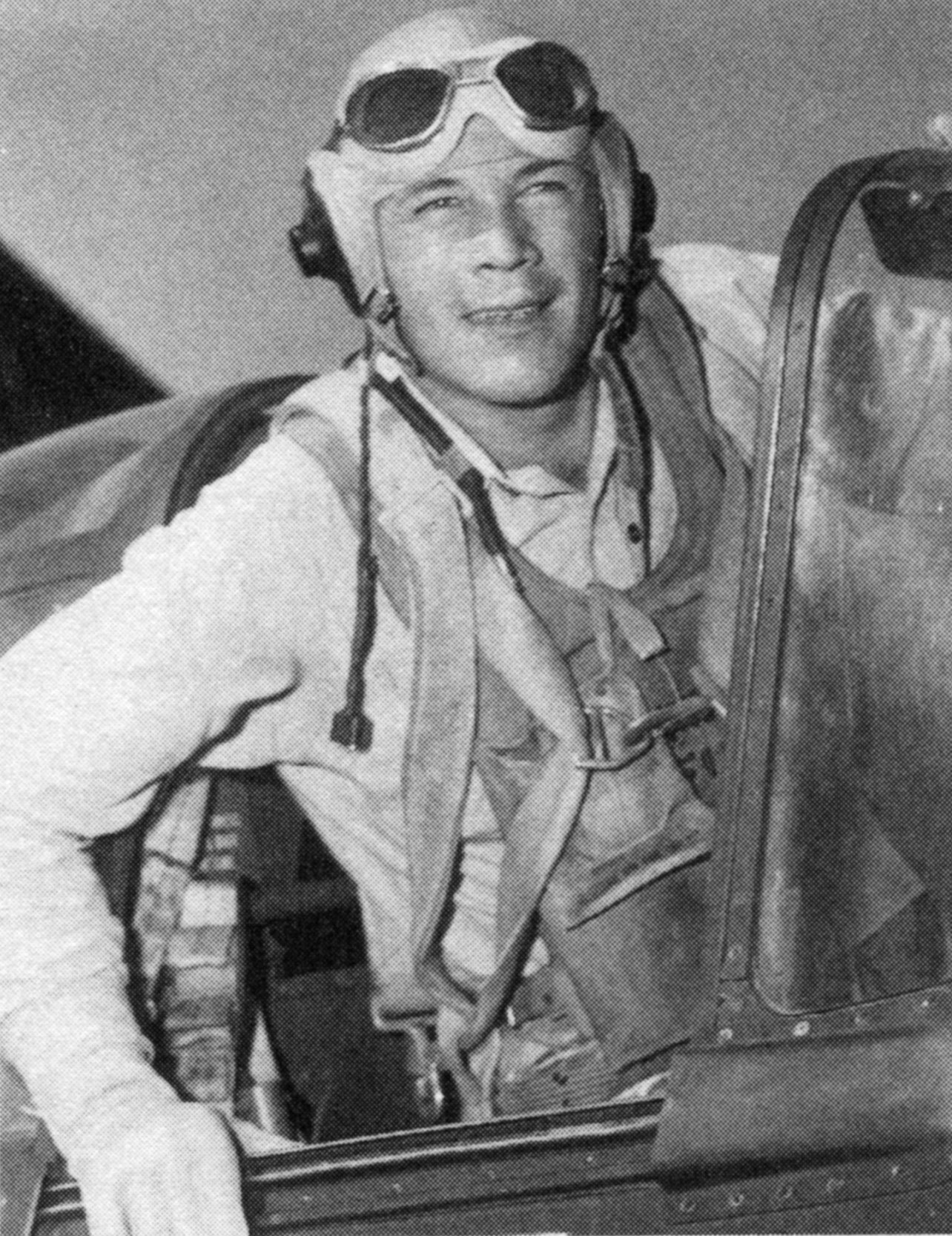

웨인 모리스(Wayne Morris, 1914년 2월 17일 ~ 1959년 9월 14일)는 미국의 장교, 텔레비전 배우, 영화배우이다.
로스앤젤레스에서 태어났으며 캘리포니아주에서 사망하였다. 사인은 심근 경색이다.  알링턴 국립묘지에 매장되었다.

## 영화
- 영광의 길 (1957년)
- 정글 보이 봄바 12 (1955년)
- 포트 오브 헬 (1954년)
- 자니 원 아이 (1950년)
- 더 보이스 오브 더 터틀 (1947년)
- 아이 원티드 윙스 (1941년)
- 브라더 랫 (1938년)
- 잠수함 D-1 (1937년)
- 키드 갈라드 (1937년)